# تايلر ألين
تايلر ألين (بالإنجليزية: Tyler Allen)‏ هو لاعب كرة قدم أمريكي، ولد في 12 أكتوبر 1998 في هونولولو في الولايات المتحدة. لعب مع UNLV Rebels men's soccer ‏.